# Harini

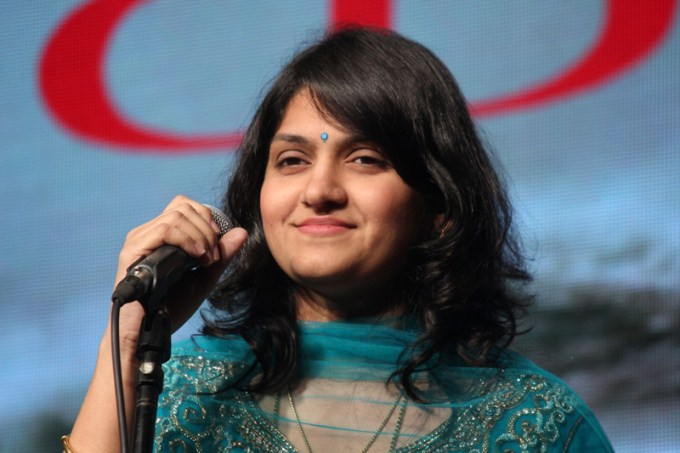
Harini

Harini (Chennai, 30 april 1979) is een Indiase playback-zangeres voor Tamil- en anderstalige films. Daarnaast zingt ze ook klassieke Indiase liedjes. Ze is getrouwd met de playback-zanger Tippu.
Harini leerde al op haar vierde muziek uit Karnataka. Later kreeg ze les van Radha Viswanathan. Ze won een zangwedstrijd op school en A.R. Rahman, die de prijzen uitdeelde, nodigde de winnaars uit in zijn studio te komen zingen. Hier zong ze de Tamil-song "Nila Kaigirathu" voor de film Indira (1995). In de jaren erna zong ze meer dan tweeduizend liedjes voor films, in Tamil, maar ook Telugu, Malayalam en Kannada. Ook nam ze verschillende albums op. Twee keer heeft de zangeres de filmprijs van de staat Tamil Nadu gewonnen in de categorie 'beste vrouwelijke playback': voor Manam Virumbuthe in de film Nerukku Ner (1996) en Aalanguyil in de film Parthiban Kanavu (2003). In 2004 kreeg ze de ITVA Best Female Playback Award, ook voor haar werk voor Parthiban Kanavu.

## Discografie (selectie)
- Dumm Dumm Dumm, Saregama, 2001
- Uruvar, Saregama, 2004